# FK Madžari Solidarnost
O FK Madžari Solidarnost é um clube de futebol macedônio com sede em Skopje. A equipe compete no Campeonato Macedônio de Futebol, na terceira divisão.

## História
O clube foi fundado em 1992.